# (500505) 2012 TU286
(500505) 2012 TU286 es un asteroide perteneciente al cinturón de asteroides, descubierto el 8 de octubre de 2012 por el equipo del Pan-STARRS desde el Observatorio de Haleakala, Hawái, Estados Unidos.

## Designación y nombre
Designado provisionalmente como 2012 TU286.

## Características orbitales
2012 TU286 está situado a una distancia media del Sol de 3,104 ua, pudiendo alejarse hasta 3,542 ua y acercarse hasta 2,666 ua. Su excentricidad es 0,141 y la inclinación orbital 6,278 grados. Emplea 1998,18 días en completar una órbita alrededor del Sol.

## Características físicas
La magnitud absoluta de 2012 TU286 es 16,5. 